# Windows 98
Windows 98 – konsumencki system operacyjny opracowany przez firmę Microsoft jako drugie po Windows 95 wydanie systemu z rodziny Windows 9x. Do sprzedaży detalicznej trafił 25.06.1998 r. Podobnie jak jego poprzednik, Windows 98 to hybryda architektury 16-bitowej i 32-bitowej, z jądrem monolitycznym i fazą startową opartą na MS-DOS.
Windows 98 jest zintegrowany z siecią (web-integrated), i ma wiele podobieństw do swojego poprzednika. Większość ulepszeń miała charakter kosmetyczny lub była zaprojektowana z myślą o poprawie komfortu użytkownika, ale wprowadzono też kilka funkcji zwiększających funkcjonalność i możliwości systemu – m.in. lepsze wsparcie dla USB, ulepszoną dostępność oraz obsługę nowych urządzeń sprzętowych, takich jak odtwarzacze DVD. Była to pierwsza wersja Windows, która zaimplementowała Windows Driver Model (WDM) – ujednolicony model sterowników, później stosowany także w Windows 2000 i nowszych systemach NT. Windows 98 wprowadził także szereg funkcjonalności, które stały się standardem w późniejszych wersjach, np. Oczyszczanie dysku, Windows Update, obsługa wielu monitorów oraz Udostępnianie połączenia internetowego.
Microsoft promował Windows 98 bardziej jako „dopieszczoną” wersję Windows 95 niż jako pełnoprawną nową generację systemu. Po premierze system został dobrze przyjęty za swoją integrację z Internetem i łatwość obsługi. Chwalono też naprawienie wielu bolączek Windows 95, choć niektórzy użytkownicy zauważali, że pod względem stabilności nie był znacząco lepszy. W 2003 roku Windows 98 wciąż miał ok. 58 milionów aktywnych użytkowników. System doczekał się jednej dużej aktualizacji – Windows 98 Wydanie Drugie (Second Edition), która ukazała się 10.06.1999 r. Po premierze jego następcy – Windows Me w 2000 roku – wsparcie główne dla Windows 98 i Windows 98 SE zakończyło się 30.06.2002, a rozszerzone wsparcie wygasło 11.07.2006 r., wraz z zakończeniem wsparcia dla Windows Me.

## Rozwój
Po sukcesie Windows 95 rozpoczęto prace nad jego następcą – Windows 98, początkowo rozwijanym pod nazwą kodową "Memphis". Pierwsza wersja testowa, oznaczona jako Windows Memphis Developer Release, została udostępniona w styczniu 1997 roku.
Windows Memphis przeszedł do fazy beta jako Windows Memphis Beta 1, wydany 30.06.1997 r. W wersji Windows 98 Beta 2, wydanej w lipcu 1997 r. porzucono nazwę "Memphis". Microsoft planował pełne wydanie Windows 98 na pierwszy kwartał 1998 r., wraz z pakietem aktualizacji dla Windows 95. Jednocześnie planowano też oddzielny pakiet aktualizacji dla systemów Windows 3.x, który miał ukazać się w drugim kwartale. Stacey Breyfogle, menedżer produktu w Microsoft, wyjaśniła, że późniejsze wydanie aktualizacji dla Windows 3.x było spowodowane większą liczbą problemów ze zgodnością, które wymagały dokładniejszego testowania. Ostatecznie, w związku z brakiem sprzeciwu ze strony użytkowników, Microsoft połączył oba pakiety aktualizacyjne w jeden i przesunął ich wspólną premierę na drugi kwartał 1998 r.
15.12.1997 r., Microsoft udostępnił Windows 98 Beta 3, która była pierwszą kompilacją umożliwiającą aktualizację z Windows 3.1x i wprowadzała nowe dźwięki uruchamiania i zamykania systemu. W miarę zbliżania się do zakończenia prac, Windows 98 Release Candidate wydano 3.04.1998 r., wersja ta wygasała 31.12.1998 r. W tym samym miesiącu doszło do pamiętnego wydarzenia na targach COMDEX (kwiecień 1998), podczas którego Bill Gates, CEO Microsoftu, demonstrował łatwość obsługi Windows 98 oraz jego ulepszoną obsługę funkcji Plug and Play (PnP). Kiedy asystent prezentacyjny Chris Capossela podłączył skaner USB, system się zawiesił i wyświetlił niebieski ekran śmierci (BSOD - wyjątek krytyczny), powodujący natychmiastowe zaprzestanie pracy systemu Windows. Publiczność zareagowała śmiechem, szyderstwami i drwiącymi oklaskami, na co Gates ironicznie odpowiedział: „To pewnie dlatego jeszcze nie wypuściliśmy Windows 98 na rynek”, a do dalszej prezentacji użyto innego komputera. Nagranie z tego incydentu szybko stało się popularnym memem w Internecie. Wersja systemu używana w trakcie prezentacji to 4.10.1511.
Build 1998 został skompilowany jako finalna wersja Windows 98, 11 maja 1998 r., a do produkcji trafił 15 maja. W tym czasie Microsoft mierzył się z pozwem antymonopolowym, związanym z darmową dystrybucją oraz dołączaniem przeglądarki Internet Explorer 4.0 do systemu operacyjnego. Krytycy twierdzili, że może to opóźnić premierę systemu, jednak tak się nie stało i Windows 98 został oficjalnie wydany 25.06.1998 r.
Druga główna wersja systemu – Windows 98 Wydanie Drugie (Second Edition) – została zapowiedziana w marcu 1999 r. Microsoft skompilował ostateczną wersję 23.04.1999 r., trafiła do produkcji 5 maja, a do sprzedaży publicznej 10 czewca. Windows 98 miał być ostatnim systemem z linii Windows 9x, jednak Microsoft tymczasowo wznowił linię, wydając Windows Me w 2000 roku – ostatni produkt 9x przed wprowadzeniem Windows XP w 2001, który był oparty na architekturze i jądrze Windows NT, używanym w Windows 2000.

## Nowe i zaktualizowane funkcje

### Integracja z Internetem i ulepszenia powłoki systemowej
Pierwsze wydanie Windows 98 zawierało przeglądarkę Internet Explorer 4.01 SP1. Zaktualizowana do wersji 5.0 w Windows 98 (SE). Oprócz niej do systemu dołączono wiele innych aplikacji internetowych, takich jak: Outlook Express, Książka adresowa Windows, FrontPage Express, Microsoft Chat, osobisty serwer WWW i kreator publikacji sieciowych i NetShow. NetMeeting – umożliwiał prowadzenie wideokonferencji i współpracę nad dokumentami w czasie rzeczywistym.
Powłoka systemu Windows 98 jest zintegrowana z siecią (web-integrated); zawiera deskbandy, Active Desktop, kanały, Minimalizacja aktywnych okien poprzez kliknięcie ich ikony na pasku zadań, Obsługa pojedynczego-kliknięcia, Przyciski "Wstecz" i "Dalej", Ulubione, pasek adresu w Eksploratorze Windows, Miniatury obrazów, Infopodpowiedzi dla folderów (infotips), Widok sieci Web (WWW), w folderach i dostosowywanie folderów za pomocą szablonów opartych na HTML. Pasek zadań obsługuje konfigurowalne paski narzędzi, zaprojektowane w celu przyspieszenia dostępu do Internetu lub pulpitu użytkownika; te paski obejmują: pasek adresu i szybkie uruchomienie. Za pomocą paska adresu użytkownik uzyskuje dostęp do internetu, wpisując adres URL, a szybkie uruchamianie zawiera skróty lub przyciski, które wykonują funkcje systemowe, takie jak przełączanie oknami a pulpitem za pomocą przycisku Pokaż Pulpit. Kolejną nowością było wprowadzenie okna dialogowego z miniaturkami aktywnych okien pojawiającego się w sekwencji alt-tab i zmianę aktywnego okna.
Windows 98 zintegrował również ulepszenia powłoki, kompozycje i inne funkcje z Microsoft Plus! for Windows 95, takie jak DriveSpace 3, Agent kompresji, serwer sieci telefonicznej (Dial-Up), narzędzie skryptowe połączeń telefonicznych i Harmonogram zadań. Windows 98 miał również własny płatny pakiet Plus!, o nazwie Plus! 98.
Paski tytułowe okien obsługują gradient dwukolorowy, funkcja przeniesiona i udoskonalona z Microsoft Office 95. Menu systemowe i dymki podpowiedzi (tooltip), obsługują animacje przesuwania (ang. slide animation). Eksplorator Windows w Windows 98, podobnie jak w Windows 95, w celu poprawy czytelności konwertuje nazwy plików pisane wielkimi literami na format zdaniowy („PLIK.TXT” -> „Plik.txt”). Eksplorator Windows obsługuje skompresowane pliki CAB. Quick Res (szybka zmiana rozdzielczości) i Telephony Location Manager (zarządzanie lokalizacjami telefonicznymi w połączeniach dial-up) z PowerToys dla Windows 95 są zintegrowane bezpośrednio w systemie.

### Ulepszenia w obsłudze sprzętu

#### Windows Driver Model (WDM)
Windows 98 jako pierwszy system operacyjny wprowadził obsługę Windows Driver Model (WDM). Fakt ten nie był szeroko rozgłaszany w momencie premiery Windows 98, a większość producentów sprzętu nadal tworzyła sterowniki w starszym standardzie VxD, który Windows 98 obsługiwał w celach kompatybilności. Standard WDM zyskał szerokie zastosowanie dopiero kilka lat później, głównie wraz z systemami Windows 2000 i Windows XP, ponieważ nie były one zgodne ze starszym standardem VxD. Dzięki Windows Driver Model programiści mogli pisać sterowniki kompatybilne z różnymi wersjami systemu Windows. Dostęp do sterowników urządzeń w modelu WDM był realizowany za pomocą sterownika VxD o nazwie NTKERN.VXD, który implementował kilka funkcji jądra specyficznych dla systemów z rodziny Windows NT.
Obsługa dźwięku WDM (Windows Driver Model) umożliwia cyfrowe miksowanie, trasowanie i przetwarzanie jednoczesnych strumieni audio oraz strumieniowanie jądra z wysokiej jakości konwersją częstotliwości próbkowania w Windows 98. WDM Audio pozwala na programową emulację starszego sprzętu w celu zapewnienia kompatybilności z grami MS-DOS, obsługę DirectSound oraz syntezę MIDI przy użyciu tablicy próbek (wavetable). Zlikwidowano ograniczenie do 11 urządzeń MIDI, które występowało w Windows 95. W systemie Windows 98 wraz ze sterownikami WDM dostarczany jest syntezator Microsoft GS Wavetable Synthesizer na licencji od firmy Roland. System obsługuje cyfrowe odtwarzanie płyt CD-AUDIO, a Wydanie Drugi (Win98SE), rozszerza wsparcie dla dźwięku WDM o sprzętowe miksowanie DirectSound, warstwę abstrakcji sprzętowej dla DirectSound 3D, wsparcie jądra dla DirectMusic, konwersję częstotliwości próbkowania w strumieniach wejściowych oraz obsługę dźwięku wielokanałowego. Cały dźwięk jest próbkowany przez Kernel Mixer do jednej, ustalonej częstotliwości próbkowania, co może prowadzić do nadpróbkowania lub niedopasowania próbkowania (upsampling/downsampling) oraz wysokich opóźnień — chyba że używany jest Kernel Streaming lub alternatywne ścieżki audio innych firm (np. ASIO), które umożliwiają przesyłanie niesumowanych strumieni audio i mniejsze opóźnienia. Windows 98 zawiera również sterownik klasy strumieniowania WDM (Stream.sys) do obsługi przetwarzania strumieni multimedialnych w czasie rzeczywistym oraz trybu jądra WDM do przesyłu wideo, zapewniając ulepszone odtwarzanie i przechwytywanie obrazu.
Model sterowników Windows (WDM) zawiera również Architekturę Sterowników Transmisyjnych (Broadcast Driver Architecture, BDA), która stanowi podstawę obsługi technologii telewizyjnych w systemie Windows. WebTV dla Windows wykorzystywało BDA, aby umożliwić oglądanie telewizji na komputerze, jeśli zainstalowano kompatybilną kartę tunera TV. Program telewizyjny mógł być aktualizowany z Internetu, a technologia WaveTop Data Broadcasting pozwalała na odbieranie dodatkowych danych o nadawanych programach za pośrednictwem zwykłego sygnału telewizyjnego – z anteny lub kabla – poprzez osadzanie strumieni danych w przerwie pionowej (vertical blanking interval) sygnału telewizyjnego.

#### Inne ulepszenia obsługi urządzeń
Windows 98 oferował znacznie bardziej zaawansowaną obsługę USB niż Windows 95, który wspierał USB tylko w wersjach OEM OSR2.1 i nowszych. System Windows 98 obsługiwał koncentratory USB, skanery USB i urządzenia z klasy obrazowania. Wprowadzono także wbudowaną obsługę niektórych urządzeń klasy USB HID (Human Interface Device) i PID, takich jak myszy USB, klawiatury, joysticki z funkcją force feedback itp., w tym dodatkowe funkcje klawiatury poprzez wybrane kontrolki z grupy Consumer Page HID. Windows 98 wspierał również technologie UDMA, 3DNow! i SSE.
W Windows 98 po raz pierwszy zaimplementowano obsługę ACPI 1.0, co umożliwiło korzystanie z trybów czuwania (Standby) i hibernacji (Hibernate). Jednak obsługa hibernacji była bardzo ograniczona i zależna od konkretnego producenta sprzętu. Funkcja hibernacji działała wyłącznie wtedy, gdy obecny był kompatybilny sprzęt typu Plug and Play oraz BIOS, a producent sprzętu lub OEM dostarczył odpowiednie sterowniki zgodne z ACPI. Występowały problemy z hibernacją przy użyciu systemu plików FAT32, co czyniło tę funkcję zawodną i niestabilną.
Ogólnie rzecz biorąc, Windows 98 oferował ulepszoną i bardziej rozbudowaną obsługę dysków IDE i SCSI oraz kontrolerów tych dysków, kontrolerów stacji dyskietek i wszystkich innych klas sprzętu w porównaniu z Windows 95. System zawierał zintegrowaną obsługę AGP (Accelerated Graphics Port). Windows 98 posiadał wbudowaną obsługę odtwarzania DVD oraz możliwość odczytu formatu UDF 1.02. Wprowadzono także architekturę obrazowania (Still Imaging Architecture, STI) z obsługą TWAIN dla skanerów i aparatów oraz system zarządzania kolorem Image Color Management 2.0 do wykonywania transformacji przestrzeni kolorów przez urządzenia. Obsługa wielu monitorów pozwalała na korzystanie z maksymalnie dziewięciu monitorów na jednym komputerze, przy czym do każdego monitora wymagany był osobny adapter graficzny PCI. Windows 98 był dostarczany z DirectX 5.2, który zawierał między innymi komponent DirectShow. Windows 98 Wydanie Drugie była już wyposażona w DirectX 6.1.

#### Ulepszenia sieciowe
Ulepszenia w obsłudze sieci w systemie Windows 98 obejmują rozbudowaną obsługę protokołu TCP/IP, w tym wbudowaną obsługę Winsock 2, podpisywanie SMB, nowe API o nazwie 'IP Helper', Automatyczne Przydzielanie Prywatnych Adresów IP (znane również jako adresacja lokalna typu link-local), multicast IP oraz poprawki wydajności dla szybkich sieci o dużej przepustowości. Udoskonalono także obsługę multihomingu dla TCP/IP, w tym dodano obsługę słuchacza RIP.
Klient DHCP został ulepszony o wykrywanie konfliktów adresów IP oraz wydłużone czasy oczekiwania. Konfiguracja NetBT w kliencie WINS została ulepszona – w przypadku niepowodzenia podczas nawiązywania początkowej sesji, system będzie uparcie odpytywał kolejne serwery WINS, dopóki wszystkie określone serwery nie zostaną sprawdzone lub nie zostanie ustanowione połączenie.
Dzięki obsłudze Network Driver Interface Specification w wersji 4 (NDIS 4), Windows 98 obsługuje szeroki zakres mediów sieciowych, w tym Ethernet, FDDI (Fiber Distributed Data Interface), Token Ring, ATM (Asynchronous Transfer Mode), ISDN, sieci rozległe (WAN), X.25 i Frame Relay. Dodatkowe funkcje obejmują zarządzanie energią przez NDIS, wsparcie dla QoS (jakość usług), Windows Management Instrumentation (WMI) oraz obsługę jednego formatu pliku INF dla wszystkich wersji systemu Windows.
Funkcja Dial-Up Networking w systemie Windows 98 wspiera tunelowanie PPTP, obsługę adapterów ISDN, agregację połączeń (multilink), a także skrypty uruchamiane przy nawiązywaniu połączeń w celu automatyzacji logowania do niestandardowych systemów. Agregacja kanałów multilink umożliwia użytkownikom łączenie dostępnych linii dial-up w celu osiągnięcia większych prędkości transmisji. Dzienniki połączeń PPP mogą wyświetlać informację o przesyłanych pakietach, a system pozwala na logowanie PPP oddzielnie dla każdego połączenia.
Dla komputerów podłączonych do sieci, w których włączono profile użytkowników, Windows 98 wprowadza funkcję Microsoft Family Logon, która wyświetla listę wszystkich użytkowników skonfigurowanych na danym komputerze, umożliwiając wybranie swojego imienia z listy zamiast wpisywania go ręcznie.
Windows 98 wspiera standard IrDA 3.0, który definiuje zarówno urządzenia szeregowe IR, jak i szybkie urządzenia podczerwieni (Fast IR), zdolne do przesyłania danych z prędkością do 4 Mb/s. Dołączono również nową aplikację o nazwie Infrared Recipient, służącą do przesyłania plików za pomocą połączenia podczerwieni. Stos protokołów IrDA w Windows 98 obsługuje profile sieciowe poprzez sterownik jądra IrCOMM. System ma też wbudowaną obsługę przeglądania drzew Distributed File System (DFS) w udziałach sieciowych SMB, takich jak te dostępne na serwerach Windows NT.
Na Windows 98 można zainstalować API UPnP i NAT traversal poprzez instalację Kreatora Konfiguracji Sieci z systemu Windows XP. Można również pobrać klienta VPN obsługującego L2TP/IPsec. Po zainstalowaniu rozszerzeń klienta Active Directory, Windows 98 może korzystać z wybranych funkcji Active Directory z systemu Windows 2000.

### Ulepszenia systemowe i narzędzi wbudowanych

#### Usprawnienia wydajności
Windows 95 wprowadził 32-bitowy sterownik buforowania VCACHE działający w trybie chronionym (zastępujący SMARTDrv), który buforował najczęściej używane dane z dysku twardego w pamięci, dzieląc je na fragmenty. Jednak w Windows 95 parametry bufora musiały być dostrajane ręcznie, gdyż domyślne ustawienia często zużywały zbyt dużo pamięci, nie zwalniały jej wystarczająco szybko, przez co system zbyt wcześnie przechodził do używania pliku wymiany. Windows 98 oferuje bardziej dynamiczne zarządzanie rozmiarem bufora VCACHE dla dostępu do dysku, sieci, napędów CD-ROM i pamięci wirtualnej, eliminując konieczność ręcznego dostrajania tych parametrów. Dla systemu plików FAT32 Windows 98 wprowadza funkcję wydajnościową o nazwie MapCache, która pozwala uruchamiać aplikacje bezpośrednio z bufora dyskowego, o ile strony kodu pliku wykonywalnego są odpowiednio wyrównane (na granicach 4 KB). Dzięki temu więcej pamięci RAM pozostaje dostępne dla aplikacji, a plik wymiany jest rzadziej używany.
Obsługa rejestru w Windows 98 jest bardziej odporna na uszkodzenia niż w Windows 95 i zawiera wiele usprawnień likwidujących ograniczenia oraz poprawiających wydajność. Zniknęło ograniczenie maksymalnego rozmiaru pojedynczego klucza rejestru (64 KB), a sam rejestr zużywa mniej pamięci i korzysta z lepszego buforowania.
Defragmentator dysków w Windows 98 został ulepszony i potrafi przenosić często używane pliki programów do najwydajniejszych obszarów dysku, co przyspiesza ich uruchamianie. Mimo tego pozostał znany problem z Windows 95 – jeśli zawartość dysku zmieni się podczas działania narzędzia, proces defragmentacji zostaje zrestartowany (komunikat: „Zawartość dysku zmieniła się: rozpoczynanie od początku”). Jeśli defragmentator natrafi wielokrotnie na ten sam obszar, zapyta użytkownika, czy kontynuować, czy przerwać. Ten problem został usunięty dopiero w wersji narzędzia z Windows Me.
Windows 98 wprowadza funkcję Fast Shutdown, która pozwala na szybsze zamykanie systemu bez wyłączania sterowników urządzeń. Może to jednak prowadzić do zawieszenia systemu, jeśli aktywny jest wadliwy sterownik – Microsoft opublikował instrukcję, jak tę funkcję wyłączyć. System wspiera buforowanie zapisu dla napędów wymiennych, co może poprawić wydajność przy zapisie danych na nośniki zewnętrzne. Do systemu dołączono narzędzie umożliwiające konwersję partycji FAT16 do FAT32 bez potrzeby formatowania dysku, choć narzędzie to nie jest kompatybilne z DriveSpace.

### Inne narzędzia systemowe
Wprowadzono szereg usprawnień do różnych narzędzi systemowych i akcesoriów. Microsoft Backup obsługuje kopie różnicowe oraz urządzenia taśmowe SCSI. Narzędzie Oczyszczanie dysku umożliwia usuwanie zbędnych plików z dysków. Lokalizacje czyszczone mogą być rozszerzane przez obsługiwane moduły. Oczyszczanie dysku może być zautomatyzowane do regularnych, cichych czyszczeń.
Scanreg (DOS) i ScanRegW to narzędzia do sprawdzania rejestru, służące do tworzenia kopii zapasowych, przywracania lub optymalizacji rejestru systemu Windows. ScanRegW testuje integralność rejestru i zapisuje kopię zapasową za każdym razem, gdy system Windows uruchomi się pomyślnie. Maksymalna liczba kopii mogła być dostosowana przez użytkownika za pomocą pliku „scanreg.ini”. Przywrócenie rejestru, które powoduje, że Windows nie uruchamia się, może być dokonane tylko z trybu DOS za pomocą ScanReg.
Narzędzie Konfiguracji systemu to nowe narzędzie systemowe używane do wyłączania programów i usług, które nie są wymagane do uruchomienia komputera. Dołączony jest Kreator konserwacji, który harmonogramuje i automatyzuje ScanDisk, Defragmentator dysków i Oczyszczanie dysku. Wbudowany jest Windows Script Host z silnikami VBScript i JScript, które można zaktualizować do wersji 5.6. Narzędzie Kontroler plików systemowych sprawdza zainstalowane wersje plików systemowych, aby upewnić się, że są one tej samej wersji, co wersje zainstalowane z Windows 98 lub nowsze. Uszkodzone lub starsze wersje są zastępowane prawidłowymi wersjami. To narzędzie zostało wprowadzone w celu rozwiązania problemu Piekło DLL i zostało zastąpione w Windows Me przez Ochronę plików systemu Windows.
Instalacja systemu Windows 98 została uproszczona, zmniejszając ilość wymaganych działań użytkownika. Dysk startowy Windows 98 zawiera ogólne sterowniki CD-ROM ATAPI i SCSI w trybie rzeczywistym, które mogą być użyte w przypadku braku specyficznego sterownika dla napędu CD-ROM.
System mógł być aktualizowany za pomocą Windows Update. Udostępniono narzędzie do automatycznego powiadamiania użytkownika o aktualizacjach krytycznych.
Windows 98 zawiera ulepszoną wersję narzędzia Dr. Watson, które zbiera i wyświetla szczegółowe informacje, takie jak uruchomione zadania, programy startowe z ich przełącznikami wiersza poleceń, poprawki systemowe, sterowniki jądra, sterowniki użytkownika, sterowniki DOS i moduły 16-bitowe. Gdy Dr. Watson jest załadowany w zasobniku systemowym, każdorazowo, gdy wystąpi błąd oprogramowania (błąd ochrony ogólnej, zawieszenie itp.), przechwytuje go i wskazuje, które oprogramowanie uległo awarii i jaka była jej przyczyna.
Narzędzie Windows Report Tool wykonuje migawkę konfiguracji systemu i umożliwia użytkownikom ręczne przesyłanie zgłoszeń problemów wraz z informacjami o systemie technikom. Zawiera potwierdzenie e-mailowe dla przesłanych zgłoszeń.

#### Akcesoria
Windows 98 zawiera Microsoft Lupa, Kreator Ułatwień Dostępu oraz Microsoft Active Accessibility 1.1 API (z możliwością aktualizacji do MSAA 2.0). Wprowadzono nowy system pomocy HTML Help z 15 kreatorami rozwiązywania problemów, zastępujący WinHelp.
Użytkownicy mogą konfigurować czcionkę w Notatniku. Microsoft Paint obsługuje przezroczystość w formacie GIF. HyperTerminal obsługuje metodę połączenia TCP/IP, co pozwala używać go jako klienta Telnet. Imaging for Windows został zaktualizowany. Monitor systemu—służący do śledzenia wydajności sprzętu i oprogramowania—obsługuje zapis wyników do pliku dziennika.

#### Różne ulepszenia
- Telephony API(inne języki) (TAPI) 2.1
- DCOM wersja 1.2
- Możliwość wyświetlania czcionek według podobieństwa określanego za pomocą informacji PANOSE(inne języki).
- Narzędzia do automatyzacji instalacji, takie jak Batch 98 i INFInst.exe, obsługują sprawdzanie błędów, automatyczne zbieranie informacji w celu stworzenia pliku INF bezpośrednio z rejestru komputera, dostosowanie IE4, powłoki systemu i ustawień pulpitu oraz dodawanie własnych sterowników.
- Na płycie CD z Windows 98 dołączono kilka innych narzędzi z pakietu Resource Kit.
- Windows 98 zawiera nowe dźwięki systemowe dla alarmów niskiego i krytycznego poziomu baterii. Wprowadzono również nowe i zaktualizowane dźwięki systemowe. Nowy dźwięk startowy systemu Windows 98 został skomponowany przez inżyniera dźwięku Microsoftu Kena Kato, który uznał go za „trudny do przeskoczenia”, natomiast nowy dźwięk zamykania został skomponowany przez Stana LeParda. Zaktualizowane dźwięki systemowe stworzył inny inżynier dźwięku Microsoftu, Bill Wolford.
- Windows 98 był dostarczany z preinstalowanym Flash Playerem i Shockwave Playerem.
- obsługę standardów np: USB, MMX, FireWire (IEEE 1394)[32] i AGP. Windows 98 obsługuje system plików FAT32, wprowadzony już w wersji 95 OSR2. Dodano obsługę wielu monitorów, WebTV. We wrześniu 2013 system Microsoft Windows 98 był zainstalowany na mniej niż 0,01% komputerów na świecie[33]. Dla podobnego okresu dane dla Polski nie były dostępne, co oznacza, że udział systemu Windows 98 na polskim rynku wynosił mniej niż 0,1%[34].

Windows 98 może funkcjonować równolegle do już zainstalowanego systemu MS-DOS, Windows 3.x, rodziny Windows NT i OS/2. Oficjalnie nie jest możliwa instalacja równoległa obok Windows 95 z powodu współdzielenia plików rozruchowych.

## Windows 98 Wydanie Drugie (Second Edition)
Windows 98 Wydanie Drugie (często skracane do Windows 98 SE i czasami do Win98SE lub 98 SE), to zaktualizowana wersja systemu Windows 98, wydana 10.06.1999 r., około osiem miesięcy przed premierą biznesowego Windows 2000. Zawiera wiele poprawek błędów, ulepszone wsparcie dla dźwięku i modemów w standardzie WDM, lepsze wsparcie USB, dodane wsparcie dla SSE2, zastąpienie Internet Explorera 4.0 wersją Internet Explorer 5.0, Web Folders (rozszerzenie przestrzeni nazw WebDAV dla Eksploratora Windows) oraz powiązane aktualizacje powłoki. Wprowadzono także podstawowe wsparcie dla kamer DV zgodnych z OHCI (sterownik klasy MSDV) oraz obsługę SBP-2 dla urządzeń pamięci masowej. Wake-On-LAN umożliwia wybudzenie uśpionych komputerów w sieci po wykryciu aktywności sieciowej, a Udostępnianie połączenia internetowego (Internet Connection Sharing ICS), pozwala wielu komputerom sieciowym korzystać ze wspólnego połączenia z Internetem za pośrednictwem jednego hosta.
Wśród innych nowości w aktualizacji znajdują się: DirectX 6.1 z dużymi ulepszeniami dla DirectSound oraz wprowadzeniem DirectMusic, ulepszenia wsparcia dla Asynchronous Transfer Mode (IP/ATM, PPP/ATM i WinSock 2/ATM), Windows Media Player 6.1 zastępujący starszy Media Player 4.1,  – Microsoft NetMeeting 3.0, MDAC 2.1 i WMI. Rozwiązano również problem przepełnienia pamięci, który powodował zawieszanie się systemów po 49,7 dniach pracy (czyli 2³² milisekund) – błąd ten występował również w Windows 95. Windows 98 SE był dostępny w wersji detalicznej jako uaktualnienie i pełna wersja, a także jako OEM oraz dysk aktualizacyjny Second Edition dla użytkowników Windows 98. Od Windows 98 SE obecna jest obsługa urządzeń audio USB. System wprowadził ogólne ulepszenia wsparcia WDM dla wszystkich urządzeń, w tym dla modemów (a więc także modemów USB i wirtualnych portów COM). Jednak firma Microsoft nie oferowała oficjalnych sterowników dla drukarek USB ani urządzeń pamięci masowej USB dla Windows 98.

### Usunięte
Pasek kanałów Active Channels z oryginalnego wydania Windows 98 nie jest instalowany przy pierwszym uruchomieniu Windows 98 Second Edition, jednak pozostaje zachowany podczas aktualizacji z oryginalnego Windows 98 do Windows 98 Second Edition.
Windows 98 Second Edition nie zawiera już interfejsu WinG API ani programu RealPlayer 4.0, w przeciwieństwie do oryginalnej wersji Windows 98, ponieważ oba zostały zastąpione – odpowiednio przez DirectX i Windows Media Player. Z drugiej strony, ActiveMovie wciąż występuje w Windows 98 Second Edition, mimo że został zastąpiony przez Windows Media Player

## Uaktualnienia
Kilka komponentów systemu Windows 98 można zaktualizować do nowszych wersji. Obejmują one:
- Internet Explorer 6 SP1 i Outlook Express 6 SP1
- Windows Media Format Runtime i Windows Media Player seria 9
- Windows Media Encoder(inne języki) 7.1 oraz narzędzie Windows Media 8 Encoding Utility
- DirectX 9.0c (ostatnia zgodna wersja środowiska uruchomieniowego pochodzi z października 2007 r.)[38]
- MSN Messenger 7.0
- Istotne funkcje z nowszych systemów operacyjnych Microsoftu mogą być zainstalowane na Windows 98. Najważniejsze z nich to: .NET Framework w wersji 2.0, środowisko uruchomieniowe (runtime) Visual C++ 2005, Windows Installer 2.0, biblioteka GDI+ (dołączana jako redistributable), Podłączanie Pulpitu Zdalnego klient 5.2, Text Services Framework(inne języki)
- Inne komponenty: MSXML 3.0 SP7, Microsoft Agent(inne języki) 2.0, NetMeeting 3.01, MSAA 2.0(inne języki), ActiveSync 3.8, Windows Script Host 5.6, Microsoft Data Access Components 2.81 SP1, WMI 1.5 i Speech API(inne języki) 4.0
- Office XP SP3
- Chociaż Windows 98 nie obsługuje w pełni Unikodu, niektóre aplikacje Unikodowe mogą działać, jeśli zainstalowana zostanie warstwa Microsoft Layer for Unicode.

Microsoft planował zakończenie wsparcia technicznego dla Windows 98 SE na 6 stycznia 2004, jednak popularność systemu i akcje protestacyjne użytkowników zadecydowały o przedłużeniu wsparcia do 11 lipca 2006. Równocześnie zakończono wsparcie dla Windows Me.
Pomimo zakończenia udzielania wsparcia technicznego przez Microsoft nadal powstają poprawki dla wersji SE, zawierające m.in. obsługę nośników USB, rozpoznawanie partycji z systemem plików NTFS oraz powodujące zwiększenie stabilności pracy systemu przy co najmniej 512 MB pamięci RAM.

## Darmowa aktualizacja Windows 98 do 98 SE
Podobnie jak w przypadku wcześniejszych wersji Microsoft ustalił, że aktualizacja systemu będzie odpłatna. Jej cena w Stanach Zjednoczonych miała wynosić 20 $, jednakże brytyjski oddział Microsoftu początkowo ogłosił, że będzie rozprowadzał wśród zarejestrowanych użytkowników aktualizację za darmo i faktycznie tak czynił, nie pobierając nawet opłat za przesyłkę. Po nagłośnieniu tej sprawy w angielskich czasopismach, brytyjska strona Microsoftu została 6 lipca 1999 r. zmieniona i podawała łączny koszt aktualizacji i przesyłki w wysokości 16,82 funta. Niewykluczone, że inne oddziały Microsoftu też rozprowadzały aktualizację w podobny sposób.
Po zakończeniu wsparcia dla Windows 98 jego użytkownicy mogli zaktualizować system do wersji SE za darmo (ewentualnie opłacając koszty przesyłki pocztowej), jeśli byli użytkownikami zarejestrowanymi i złożyli wniosek o przysłanie wersji Windows 98 SE Uaktualnienie. Informację tę rozpowszechniali między sobą sami użytkownicy.
Decyzję o udostępnieniu aktualizacji za darmo prawdopodobnie podejmowały lokalne oddziały Microsoftu, aby upłynnić zalegające zapasy nośników z aktualizacją, jednak na stronach Microsoftu brak śladu komunikatu o prowadzeniu takiej akcji.

## Wymagania sprzętowe
Większość kopii Windows 98 była rozpowszechniana na płytach CD-ROM. Wersja na dyskietkach 3½ cala była dostępna dla starszych komputerów, choć wyłącznie w sprzedaży wysyłkowej. Wersja Windows 98 na dyskietkach składała się z 39 dyskietek sformatowanych w formacie DMF i nie zawierała niektórych dodatkowych składników oprogramowania, które mogły być dostępne w wersji CD-ROM. Oryginalne wydanie Windows 98 było ostatnią wersją Windows dostępną na dyskietkach, ponieważ Windows 98 Second Edition był dostępny wyłącznie na płytach CD-ROM. Microsoft Plus! dla Windows 98 również był dostępny tylko na CD-ROM-ie.
| Wartość              | Minimalne | Minimalne | Zalecane | Zalecane |
| Wartość              | Windows 98 | Wydanie Drugie | Windows 98 | Wydanie Drugie |
| -------------------- | --- | --- | --- | --- |
| Procesor             | Intel 80486 DX 66 MHz lub lepszy | Intel 80486 DX 66 MHz lub lepszy | Intel Pentium 100 MHz lub szybszy | Intel Pentium 100 MHz lub szybszy |
| Pamięć RAM           | 16 MB 8 MB (z opcją /nm podczas instalacji) | 16 MB 8 MB (z opcją /nm podczas instalacji) | 24 MB (zalecane) 32 MB (realnie min.) | 24 MB (zalecane) 32 MB (realnie min.) |
| Dysk twardy          | Win98 FE: - Aktualizacja: 120–295 MB - Instalacja (FAT16): 165–355 MB - Instalacja (FAT32): 140–255 MB Win98 SE: - Aktualizacja: 145–245 MB - Instalacja (FAT16): 190–400 MB - Instalacja (FAT32): 190–255 MB | Win98 FE: - Aktualizacja: 120–295 MB - Instalacja (FAT16): 165–355 MB - Instalacja (FAT32): 140–255 MB Win98 SE: - Aktualizacja: 145–245 MB - Instalacja (FAT16): 190–400 MB - Instalacja (FAT32): 190–255 MB | Win98 FE: - Aktualizacja: 120–295 MB - Instalacja (FAT16): 165–355 MB - Instalacja (FAT32): 140–255 MB Win98 SE: - Aktualizacja: 145–245 MB - Instalacja (FAT16): 190–400 MB - Instalacja (FAT32): 190–255 MB | Win98 FE: - Aktualizacja: 120–295 MB - Instalacja (FAT16): 165–355 MB - Instalacja (FAT32): 140–255 MB Win98 SE: - Aktualizacja: 145–245 MB - Instalacja (FAT16): 190–400 MB - Instalacja (FAT32): 190–255 MB |
| Karta graficzna      | VGA 640×480, 16 kolorów | VGA 640×480, 16 kolorów | SVGA (800x600) 256 kolorów | SVGA (800x600) 256 kolorów |
| Napęd optyczny       | CD‑ROM (wersja pudełkowa) CD-ROM lub DVD-ROM dyskietki (możliwe ale wolne) | CD‑ROM (wersja pudełkowa) CD-ROM lub DVD-ROM dyskietki (możliwe ale wolne) | CD‑ROM (wersja pudełkowa) CD-ROM lub DVD-ROM dyskietki (możliwe ale wolne) | CD‑ROM (wersja pudełkowa) CD-ROM lub DVD-ROM dyskietki (możliwe ale wolne) |
| Urządzenia wejściowe | klawiatura oraz urządzenie wskazujące (np. mysz) | klawiatura oraz urządzenie wskazujące (np. mysz) | klawiatura oraz urządzenie wskazujące (np. mysz) | klawiatura oraz urządzenie wskazujące (np. mysz) |

Użytkownicy mogą ominąć sprawdzanie wymagań dotyczących procesora, używając nieudokumentowanego przełącznika instalacyjnego /NM. Pozwala to na instalację na komputerach z procesorami tak starej generacji jak Intel 80386

### Ograniczenia
Oryginalna wersja Windows 98 może nie uruchamiać się na komputerach z procesorem szybszym niż 2,1 GHz. Pasek kanałów Active Channels również może nie zostać poprawnie skonfigurowany na komputerach z procesorem szybszym niż 1,5 GHz.
Windows 98 jest zaprojektowany do obsługi maksymalnie 512 MB pamięci RAM bez modyfikacji; maksymalna ilość RAM, jaką system jest w stanie obsłużyć, to 1 GB. Systemy z ponad 1,5 GB RAM mogą się restartować podczas uruchamiania.
Windows 98 może mieć problemy z działaniem na dyskach twardych o pojemności większej niż 32 GB w systemach z określonymi konfiguracjami BIOS-u Phoenix. Aktualizacja oprogramowania naprawiła ten problem.

## Cykl wsparcia
Komputery z systemem Windows 98 mogą zostać bezpośrednio zaktualizowane do Windows XP, pod warunkiem spełnienia wymagań tego systemu. Wsparcie dla Windows 98 w ramach polityki cyklu życia produktów konsumenckich Microsoftu pierwotnie miało zakończyć się 30 czerwca 2003 roku, jednak w grudniu 2002 roku Microsoft przedłużył okres wsparcia do 16 stycznia 2004 roku. Termin ten został ponownie przesunięty — 13 stycznia 2004 roku ogłoszono jego wydłużenie do 30 czerwca 2006 roku, a ostateczna data zakończenia wsparcia to 11 lipca 2006 roku. Powodem przedłużenia były wolumeny wsparcia na rynkach wschodzących.
Sprzedaż detaliczna Windows 98 zakończyła się 30 czerwca 2002 roku, a później system stał się całkowicie niedostępny ze strony Microsoftu w jakiejkolwiek formie (w tym przez MSDN) z powodu warunków ugód dotyczących Javy, jakie Microsoft zawarł z firmą Sun Microsystems.
W 2011 roku Microsoft wycofał witrynę Windows Update v4. Niezależny projekt o nazwie Windows Update Restored ma na celu przywrócenie działania witryn Windows Update dla starszych wersji systemu Windows, w tym Windows 98.

## Edycje
| Nazwa                     | Wersja     | Data wydania    | Internet Explorer |
| ------------------------- | ---------- | --------------- | ----------------- |
| Windows 98                | 4.10.1998  | 25 czerwca 1998 | 4.0               |
| Windows 98 Second Edition | 4.10.2222A | 5 maja 1999     | 5.0               |

## Następcy
Następcą systemu Microsoft Windows 98 jest system Microsoft Windows Millennium Edition.